# Aranga (parroquia)
Aranga (llamada oficialmente San Paio de Aranga) es una parroquia española del municipio de Aranga, en la provincia de La Coruña, Galicia.

## Otras denominaciones
La parroquia también es conocida por el nombre de San Pelayo de Aranga.

## Organización territorial
La parroquia está formada por treinta y uno entidades de población, constando treinta de ellas en el nomenclátor del Instituto Nacional de Estadística español:

### Entidades de población
Entidades de población que forman parte de la parroquia:
- Apeadero (O Apeadeiro)
- Barbudas (As Barbudas)
- Barreiro (O Barreiro)
- Bragaña (A Bragaña)
- Cal (O Cal)
- Carballal (O Carballal)
- Congostro
- Cubas (As Cubas)
- Follanzá (A Follanzá)
- Gomil
- Iglesia (A Igrexa)
- Irije (A Irixe)
- Manide
- Maques
- Montemeá
- Outeiro
- Pasarín
- Pedramayor (Pedramaior)
- Penelas
- Pereira
- Pousadoiro (O Pousadoiro)
- Puente-Aranga (Ponte Aranga)
- Reborica (A Reborica)
- Roibos
- San Esteban (Santo Estevo)
- Seoane
- Soutullo
- Veiga (A Veiga)
- Vilares
- Villaúje (Vilaúxe)

### Despoblado
Despoblado que forma parte de la parroquia:
- Fraga (A Fraga)

## Demografía
| Gráfica de evolución demográfica de Aranga entre 2000 y 2019 |
|                                                              |
| Datos según el nomenclátor publicado por el INE.             |